# Cúp bóng đá U-23 các quốc gia châu Phi 2019
Cúp bóng đá U-23 các quốc gia châu Phi 2019 là lần thứ ba của Cúp bóng đá U-23 các quốc gia châu Phi, giải vô địch bóng đá giới hạn tuổi quốc tế bốn năm một lần do Liên đoàn bóng đá châu Phi (CAF) được tổ chức cho các đội tuyển nam U-23 quốc gia châu phi. Giải được tổ chức bởi Ai Cập từ ngày 8 đến ngày 22 tháng 11 năm 2019.
Giải đấu ban đầu được dự kiến diễn ra tại Zambia, nhưng họ đã rút khỏi việc tổ chức vào tháng 7 năm 2017. Ai Cập được CAF công bố là quốc gia chủ nhà mới của giải đấu vào ngày 23 tháng 9 năm 2017.
Giống như các lần trước, giải đấu được coi là vòng loại châu Phi cho giải bóng đá Thế vận hội, với ba đội tuyển hàng đầu của giải đấu vượt qua vòng loại cho giải bóng đá nam Thế vận hội Mùa hè 2020 ở Nhật Bản.
Nigeria là đương kim vô địch, nhưng đã bị loại ở vòng bảng. Ai Cập đã đánh bại Bờ Biển Ngà 2–1 ở hiệp phụ trong trận chung kết, lần đầu tiên giành được danh hiệu trong lịch sử của họ, trong khi Nam Phi đứng thứ ba sau khi đánh bại Ghana 6–5 trên loạt sút luân lưu sau khi trận đấu kết thúc 2–2 trong trận đấu play-off tranh hạng ba của họ.

## Vòng loại
Ai Cập được vượt qua vòng loại tự động với tư cách là chủ nhà, trong khi 7 suất vé còn lại đã được xác định bởi các vòng loại.

### Các đội tuyển vượt qua vòng loại
Dưới đây là 8 đội tuyển được vượt qua vòng loại cho vòng chung kết.
| Đội tuyển        | Tham dự | Thành tích tốt nhất lần trước |
| ---------------- | ------- | ----------------------------- |
| Ai Cập (chủ nhà) | 3 lần   | Hạng ba (2011)                |
| Cameroon         | 1 lần   | Lần đầu                       |
| Ghana            | 1 lần   | Lần đầu                       |
| Bờ Biển Ngà      | 2 lần   | Vòng bảng (2011)              |
| Mali             | 2 lần   | Vòng bảng (2015)              |
| Nigeria          | 3 lần   | Vô địch (2015)                |
| Nam Phi          | 3 lần   | Hạng ba (2015)                |
| Zambia           | 2 lần   | Vòng bảng (2015)              |

## Địa điểm
Giải đấu được sử dụng 2 địa điểm, cả hai sân vận động Quốc tế Cairo và sân vận động Al Salam ở Cairo.
| Sân vận động Quốc tế Cairo | Sân vận động Al Salam |
| Sức chứa: 75.000           | Sức chứa: 30.000      |
|                            |                       |

## Đội hình
Mỗi đội tuyển phải đăng ký một đội hình gồm 21 cầu thủ. Chỉ có các cầu thủ sinh vào hoặc sau ngày 1 tháng 1 năm 1997 mới đủ điều kiện để tham gia giải đấu (Quy định bài viết 45).

## Bốc thăm
Lễ bốc thăm của vòng chung kết được tổ chức vào ngày 2 tháng 10 năm 2019, lúc 19:00 CAT (UTC+2), tại Cung điện Haramlek của Khu phức hợp Montaza ở Alexandria. Tám đội tuyển được rút thăm chia thành hai bảng bốn đội. Đội chủ nhà Ai Cập được hạt giống vào bảng A (vị trí A1), và đương kim vô địch Nigeria được hạt giống vào bảng B (vị trí B1). Các đội tuyển còn lại được phân bổ vào hai nhóm dựa trên kết quả của Cúp bóng đá U-23 các quốc gia châu Phi 2015, và được rút thăm vào các vị trí còn lại trong bảng của họ.
| Hạt giống                                  | Nhóm 1           | Nhóm 2                                    |
| ------------------------------------------ | ---------------- | ----------------------------------------- |
| - Ai Cập (vị trí A1) - Nigeria (vị trí B1) | - Nam Phi - Mali | - Zambia - Ghana - Bờ Biển Ngà - Cameroon |

## Trọng tài trận đấu
Vào ngày 31 tháng 10 năm 2019, CAF đã phát hành danh sách 12 trọng tài và 13 trợ lý trọng tài được chọn để giám sát các trận đấu. Đây là lần đầu tiên CAF được bổ nhiệm các trọng tài trận đấu nữ cho giải đấu.
| Liên đoàn khu vực | Trọng tài                                                | Trợ lý trọng tài                                                                                  |
| ----------------- | -------------------------------------------------------- | ------------------------------------------------------------------------------------------------- |
| UNAF              | Lahlou Benbraham Mohamed Maarouf Slim Belkhouas          | Youssef El Bosaty Fathia Jermoumi Khalil Hassani                                                  |
| WAFU-UFOA         | Louis Houngnandande Boubou Traoré Daouda Guèye           | Judicael Sanou Abdul Aziz Bollel Jawo Firmino Bassafim Abdoul Aziz Moctar Saley Samuel Pwadutakam |
| UNIFFAC           | Pierre Atcho                                             | Abelmiro dos Reis                                                                                 |
| CECAFA            | Georges Gatogato Souleiman Ahmed Djama Salima Mukansanga | Dick Okello                                                                                       |
| COSAFA            | Ali Mohamed Adelaide Andofetra Rakotojaona               | Ivanildo Meirelles Lopes James Emile Diana Chikotesha                                             |

## Vòng bảng
Hai đội tuyển đứng đầu của mỗi bảng giành quyền vào vòng bán kết.

Các tiêu chí
Các đội tuyển được xếp hạng theo điểm (3 điểm cho trận thắng, 1 điểm cho trận hòa, 0 điểm cho trận thua) và nếu được tính theo điểm, các tiêu chí quy định sau đây được áp dụng theo thứ tự được đưa ra, để xác định thứ hạng (Quy định bài viết 68):
1. Điểm trong các trận đấu đối đầu giữa các đội tuyển liên quan;
2. Hiệu số bàn thắng thua trong các trận đấu đối đầu giữa các đội tuyển liên quan;
3. Tỷ số bàn thắng trong các trận đấu đối đầu giữa các đội tuyển liên quan;
4. Nếu có nhiều hơn hai đội tuyển bị ràng buộc và sau khi áp dụng tất cả các quy định đối đầu ở trên, một tập hợp con của các đội tuyển vẫn bị tỷ số hòa, tất cả các quy định đối đầu ở trên sẽ được áp dụng riêng cho tập hợp con này của đội tuyển;
5. Hiệu số bàn thắng thua trong tất cả các trận đấu bảng;
6. Tỷ số bàn thắng trong tất cả các trận đấu bảng;
7. Bốc thăm.

Tất cả thời gian là giờ địa phương, CAT (UTC+2).

### Bảng A
| VT | Đội        | ST | T | H | B | BT | BB | HS | Đ | Giành quyền tham dự     |
| -- | ---------- | -- | - | - | - | -- | -- | -- | - | ----------------------- |
| 1  | Ai Cập (H) | 3  | 3 | 0 | 0 | 6  | 3  | +3 | 9 | Vòng đấu loại trực tiếp |
| 2  | Ghana      | 3  | 1 | 1 | 1 | 5  | 4  | +1 | 4 | Vòng đấu loại trực tiếp |
| 3  | Cameroon   | 3  | 1 | 1 | 1 | 3  | 3  | 0  | 4 |                         |
| 4  | Mali       | 3  | 0 | 0 | 3 | 0  | 4  | −4 | 0 |                         |

| Ai Cập           | 1–0 | Mali |
| ---------------- | --- | ---- |
| - M. Mohamed 29' |     |      |

| Cameroon    | 1–1 | Ghana          |
| ----------- | --- | -------------- |
| - Evina 59' |     | - Mohammed 87' |

| Mali | 0–1 | Cameroon    |
| ---- | --- | ----------- |
|      |     | - Evina 76' |

| Ghana                   | 2–3 | Ai Cập                                       |
| ----------------------- | --- | -------------------------------------------- |
| - Yeboah 6' - Obeng 46' |     | - M. Mohamed 17' - R. Sobhi 82' - Rayyan 88' |

| Ai Cập                | 2–1 | Cameroon   |
| --------------------- | --- | ---------- |
| - M. Mohamed 27', 50' |     | - Ayuk 37' |

| Mali | 0–2 | Ghana              |
| ---- | --- | ------------------ |
|      |     | - Kwabena 74', 85' |

### Bảng B
| VT | Đội         | ST | T | H | B | BT | BB | HS | Đ | Giành quyền tham dự     |
| -- | ----------- | -- | - | - | - | -- | -- | -- | - | ----------------------- |
| 1  | Bờ Biển Ngà | 3  | 2 | 0 | 1 | 2  | 1  | +1 | 6 | Vòng đấu loại trực tiếp |
| 2  | Nam Phi     | 3  | 1 | 2 | 0 | 1  | 0  | +1 | 5 | Vòng đấu loại trực tiếp |
| 3  | Nigeria     | 3  | 1 | 1 | 1 | 3  | 2  | +1 | 4 |                         |
| 4  | Zambia      | 3  | 0 | 1 | 2 | 1  | 4  | −3 | 1 |                         |

| Nigeria | 0–1 | Bờ Biển Ngà         |
| ------- | --- | ------------------- |
|         |     | - Gnaka 71' (ph.đ.) |

| Nam Phi | 0–0 | Zambia |
| ------- | --- | ------ |
|         |     |        |

| Bờ Biển Ngà | 0–1 | Nam Phi       |
| ----------- | --- | ------------- |
|             |     | - Mokoena 79' |

| Zambia     | 1–3 | Nigeria                                      |
| ---------- | --- | -------------------------------------------- |
| - Daka 12' |     | - Okwonkwo 16' - Nwakali 65' - Awoniyi 90+3' |

| Nigeria | 0–0 | Nam Phi |
| ------- | --- | ------- |
|         |     |         |

| Bờ Biển Ngà  | 1–0 | Zambia |
| ------------ | --- | ------ |
| - Dabila 61' |     |        |

## Vòng đấu loại trực tiếp
Trong vòng đấu loại trực tiếp, hiệp phụ và loạt sút luân lưu được sử dụng để quyết định đội thắng nếu cần thiết, ngoại trừ trận đấu tranh hạng ba trong đó loạt sút luân lưu trực tiếp, không có bất kỳ hiệp phụ nào, sẽ được sử dụng để quyết định đội thắng nếu cần thiết.

### Sơ đồ
|  | Bán kết                     | Bán kết     |                             |       | Chung kết | Chung kết |
|  |                             |             |                             |       |           |           |
|  | 19 tháng 11 – Quốc tế Cairo |             |                             |       |           |           |
|  |                             |             |                             |       |           |           |
|  | Ai Cập                      | 3           |                             |       |           |           |
|  | Ai Cập                      | 3           | 22 tháng 11 – Quốc tế Cairo |       |           |           |
|  | Nam Phi                     | 0           |                             |       |           |           |
|  | Nam Phi                     | 0           | Ai Cập (s.h.p.)             | 2     |           |           |
|  | 19 tháng 11 – Quốc tế Cairo |             | Ai Cập (s.h.p.)             | 2     |           |           |
|  |                             | Bờ Biển Ngà | 1                           |       |           |           |
|  | Bờ Biển Ngà (p)             | Bờ Biển Ngà | 1                           | 2 (3) |           |           |
|  | Bờ Biển Ngà (p)             |             |                             | 2 (3) |           |           |
|  | Ghana                       | 2 (2)       |                             |       |           |           |
|  | Ghana                       | 2 (2)       | Tranh hạng ba               |       |           |           |
|  |                             |             |                             |       |           |           |
|  | 22 tháng 11 – Quốc tế Cairo |             |                             |       |           |           |
|  |                             |             |                             |       |           |           |
|  | Nam Phi (p)                 | 2 (6)       |                             |       |           |           |
|  | Nam Phi (p)                 | 2 (6)       |                             |       |           |           |
|  | Ghana                       | 2 (5)       |                             |       |           |           |

### Bán kết
Các đội thắng được vượt qua vòng loại cho Thế vận hội Mùa hè 2020.
| Bờ Biển Ngà                          | 2–2 (s.h.p.) | Ghana                                         |
| ------------------------------------ | ------------ | --------------------------------------------- |
| - Dao 13', 85'                       |              | - Yeboah 51' - Mensah 90+2'                   |
| Loạt sút luân lưu                    |              |                                               |
| - Diallo - Keita - H. Traorè - Kouao | 3–2          | - Lomotey - Cudjoe - Mensah - Obeng - Kwabena |

| Ai Cập                                  | 3–0 | Nam Phi |
| --------------------------------------- | --- | ------- |
| - R. Sobhi 59' (ph.đ.) - Magdy 84', 89' |     |         |

### Tranh hạng ba
Đội thắng được vượt qua vòng loại cho Thế vận hội Mùa hè 2020.
| Nam Phi                                                                      | 2–2 | Ghana                                                                  |
| ---------------------------------------------------------------------------- | --- | ---------------------------------------------------------------------- |
| - Mohammed 15' (l.n.) - Mahlatsi 62'                                         |     | - Mensah 50' - Obeng 85'                                               |
| Loạt sút luân lưu                                                            |     |                                                                        |
| - Malepe - Margeman - Mukumela - Singh - Dlala - Mohamme - Kodisang - Foster | 6–5 | - Lomotey - Mensah - Abass - Fobi - Obeng - Sarpong - Fuseini - Cudjoe |

### Chung kết
| Ai Cập                         | 2–1 (s.h.p.) | Bờ Biển Ngà   |
| ------------------------------ | ------------ | ------------- |
| - El Eraky 37' - R. Sobhi 114' |              | - Doumbia 89' |

## Vô địch
| Nhà vô địch Cúp bóng đá U-23 các quốc gia châu Phi 2019 |
| ------------------------------------------------------- |
| · Ai Cập · Lần thứ 1                                    |

## Giải thưởng
Dưới đây là giải thưởng đã được trao tại giải đấu kết thúc:
| Vua phá lưới            | Cầu thủ tốt nhất | Thủ môn tốt nhất | Giải phong cách |
| ----------------------- | ---------------- | ---------------- | --------------- |
| Mostafa Mohamed (4 bàn) | Ramadan Sobhi    | Mohamed Sobhy    | Ai Cập          |

### Đội tuyển của giải đấu
Đội tuyển của giải đấu đã được CAF công bố sau khi trận chung kết.
Huấn luyện viên:  Shawky Gharieb
| Thủ môn       | Hậu vệ                                                    | Tiền vệ                                 | Tiền đạo                                   |
| ------------- | --------------------------------------------------------- | --------------------------------------- | ------------------------------------------ |
| Mohamed Sobhy | Repo Malepe Kouadio-Yves Dabila Ahmed Ramadan Silas Gnaka | Aboubakar Keita Amar Hamdy Evans Mensah | Ramadan Sobhi Mostafa Mohamed Youssouf Dao |

## Các đội tuyển vượt qua vòng loại cho Thế vận hội Mùa hè
Dưới đây là ba đội tuyển từ CAF vượt qua vòng loại cho giải bóng đá nam Thế vận hội Mùa hè 2020.
| Đội tuyển   | Ngày vượt qua vòng loại | Tham dự Thế vận hội Mùa hè lần trước1                                 |
| ----------- | ----------------------- | --------------------------------------------------------------------- |
| Bờ Biển Ngà | 19 tháng 11 năm 2019    | 1 (2008)                                                              |
| Ai Cập      | 19 tháng 11 năm 2019    | 11 (1920, 1924, 1928, 1936, 1948, 1952, 1960, 1964, 1984, 1992, 2012) |
| Nam Phi     | 22 tháng 11 năm 2019    | 2 (2000, 2016)                                                        |

1 Chữ đậm chỉ ra nhà vô địch cho năm đó.

## Cầu thủ ghi bàn
Đã có 35 bàn thắng ghi được trong 16 trận đấu, trung bình 2.19 bàn thắng mỗi trận đấu.
4 bàn thắng
- Mostafa Mohamed

3 bàn thắng
- Ramadan Sobhi

2 bàn thắng
- Franck Evina
- Abdel Rahman Magdy
- Owusu Kwabena
- Evans Mensah
- Samuel Obeng
- Yaw Yeboah
- Youssouf Dao

1 bàn thắng
- Eric Ayuk
- Karim El Eraky
- Ahmed Yasser Rayyan
- Habib Mohammed
- Kouadio-Yves Dabila
- Aboubacar Doumbia
- Silas Gnaka
- Taiwo Awoniyi
- Kelechi Nwakali
- Orji Okwonkwo
- Kamohelo Mahlatsi
- Teboho Mokoena
- Patson Daka

1 bàn phản lưới nhà
- Habib Mohammed (trong trận gặp Nam Phi)